# Яхимович, Варвара Львовна
Варва́ра Льво́вна Яхимо́вич (4 декабря 1913, Варшава, Варшавская губерния, Российская империя — 19 августа 1994, Уфа, Башкортостан, Россия) — советский геолог, почётный академик АН Республики Башкортостан (1991).

## Биография
Родилась 4 (17) декабря 1913 года в городе Варшава, Российская империя.
В 1930 году окончила школу-девятилетку в Оренбурге, куда семья переехала жить в 1922 году. После школы она устроилась на работу в геологическую партию коллектором. Работала в Каргалинской, Оренбургской, Гаевской геологоразведочных партиях, которые занимались разведкой медных руд, никеля.
В 1936 — 1941 годах училась в СГУ имени Н. Г. Чернышевского, одновременно работая на Бакальском железорудном месторождении, на Саткинском месторождении магнезита, на разведке Кара-Кумских месторождений серы. Университет Варвара Львовна окончила с отличием.
Во время войны работала в тресте «Южуралугольразведка», потом занималать поисками месторождений угля в Башкирии. В 1945—1946 годах с её участием было открыто восемь буроугольных месторождений: Козловское, Тюльганское, Елшанское, Матвеевское, Урман-Ташлинское и другие.
В 1950-х годах она перешла на работу в Башкирский филиал Академии наук СССР.
Член КПСС с 1953 года.
В 1959 году защитила докторскую диссертацию на тему «Кайнозой Башкирского Предуралья». В 1962—1994 годах она — главный научный сотрудник и зав. лабораторией стратиграфии Института геологии. Занималась анализом тектонических разломов в Башкортостане и их опасность для строительства атомных электростанций в Башкирии. Она доказала, что разрыв нефтепровода в Башкирии, крушение в 1988 году моста через реку Белая вызвали подвижки участка земной коры «низкобалльное» землетрясение Ашинского надвига.
С 1969 года — профессор.
В 1991 году — Почётный академик, Академия наук Республики Башкортостан.
Скончалась 19 августа 1994 года в городе Уфа.

## Награды и премии
- Сталинская премия третьей степени (1950) — за открытие новых месторождений бурого угля
- заслуженный геолог РСФСР
- заслуженный деятель науки БАССР (1964)